# モンケ・テムル
モンケ・テムル（Mängü-Temür、Möngke-Temür、? - 1280年?）は、ジョチ・ウルスの第6代宗主（ハン、在位：1267年 - 1280年?）。バトゥ（チンギス・カンの長男のジョチの次男）の次男のトクカンの次男。モンケ・テムルは中世モンゴル語発音で、テュルク語発音でマング・ティムールとも呼ばれている。漢語資料では忙哥帖木児、蒙哥鉄木児と表記され、ペルシア語資料では مونككه تيمور Mūnkka Tīmūr と表記される。

## 概要
彼とトデ・モンケの母は、フレグの第四正妃（ハトゥン）であったオイラト部族の首長のトレルチの娘のクチュ・ハトゥン。
1267年に大叔父に当たるベルケが死去したため、その後を継いでハンとなった。かねてから中央アジアでは、アリクブケとの皇位継承闘争に勝利したクビライから1265年に西方へ派遣されたチャガタイ家のバラクと、オゴデイ家を継承したカイドゥと間に和合決裂することが喧しく、モンケ・テムルはカイドゥに加担して即位草々に5万の兵員を援助している。1269年、ベルケに引き続いてマムルーク朝のバイバルスに使節を派遣し、春にはチャガタイ家のバラクやオゴデイ家のカイドゥとタラス河畔で会盟して、バラクにマー・ワラー・アンナフルの3分の2を領有する事を約し、カイドゥとモンケ・テムルは残りの3分の1を折半することで合意した。それでもバラクが領土の牧地が寡小であると主張したため、翌春にジャイフーン川を渡河してアバカの治めるイラン地域に侵攻し、その不足分を補うこととなった。またこの会見で三者は反元の姿勢をとり、元と同盟を結んでいたイルハン朝のアバカと戦った。しかし1270年、バラクが敗死してカイドゥによるチャガタイ・ハン国の乗っ取りを見て、カイドゥと盟約を結んでいることに危険を感じるようになり、消極的な立場ながらクビライの元王朝によるモンゴル帝国の宗主権を承認してカイドゥと縁を切り、同時にクビライからフレグ家の家督とイラン方面の領有とを許可されたイルハン朝のアバカとも友好の使節を派遣して国交を回復させた。
1277年、北平王としてアルマリクに派遣されて来たクビライの皇子のノムガンとその弟のココチュが、同僚であったシリギ、トク・テムルらの反乱によって捕縛され、ジョチ家の当主モンケ・テムルの許へ引き渡されるという事件が起った。ノムガン、ココチュ兄弟はシリギの反乱が鎮圧されるまでジョチ・ウルスに留め置かれ、モンケ・テムルが没した直後の1282年にシリギがバヤンに降伏したことでクビライの許へ送還された。このようにジョチ・ウルスが大元朝に決定的に敵対行動を回避したのは、モンケ・テムルの義母で、モンケ、クビライ、フレグらの姪であったケルミシュ・アガ・ハトゥンが執りもって、ジョチ家とクビライ側やイルハン朝のアバカなどトルイ家と友好的な関係を回復できるよう奔走したことが大きかったと『集史』などでは述べている。
アバカの次代に結ばれたイルハン朝との和平も、モンケ・テムルの没後アルグンの時代である1290年3月末には再びカフカスを越境して再度軍を派遣し、敗退している。この戦いのあと、再びイルハン朝との和平が結ばれガザン・ハンの時代までのこの関係が続く事となった。1271年にもバイバルスへ使節を派遣している。
モンケ・テムルはベルケの晩年にジョチ・ウルスへ亡命して来たルーム・セルジューク朝のイッズッディーン・カイカーウースにクリミア半島の封邑を与えている。
内政においても、交易を重点においた政策を採って国家の安定化に努めた。さらにジェノヴァなどから商人を呼んで、都のサライを大いに繁栄させた。
1280年死去。没年については諸説あり、『集史』ではヒジュラ暦681年（西暦1281年4月11日 - 1282年3月31日）としている。
後を彼の息子が継ぐはずであったが、有力将軍であるノガイの謀略で一族の最長老のトデ・モンケが擁立され、ジョチ・ウルスは混乱期を迎えることとなった。

## 家族
モンケ・テムルの世嗣たちは10人が知られている。長男のアルグイにはじまり、アヤチ、トデゲン、ブルルク、トクタ、サライ・ブカ、ムラカイ、カダアン、クドカン、トグリルチャである。
彼には3人の正妃（ハトゥン）がいたが、うち第一正妃はクビライとフレグの異母兄のクトクトゥの娘のケルミシュ・アガ・ハトゥンとジョチ家麾下のコンギラト部族の首長のサルジタイ・キュレゲンのあいだの娘のオルジェイ・ハトゥンで、長男のアルグイと五男のトクタを産んでいる。第二正妃はウーシン部族のスルタン・ハトゥンで三男のトデゲンを産んだ。第三正妃はクトクイ・ハトゥンといい四男のブルルクの母であった。また誰が母であったかはよく分かっていないが、末子であった十男のトグリルチャがおり、その息子がウズベク・ハンである。
上述のようにモンケ・テムルやトデ・モンケの母のクチュ・ハトゥンをはじめ、バトゥ以来、ジョチ家や他の王家ではしばらくオイラト部族のクドカ・ベキ家がチンギス・カン家の姻族として活躍していたが、モンケ・テムルの時代からバトゥ家ではふたたびコンギラト部族が姻族としてジョチ・ウルスの宗主であるハンの正妃と母后を多く輩出するようになった。